# Тромелло
Тромелло (італ. Tromello) — муніципалітет в Італії, у регіоні Ломбардія,  провінція Павія.
Тромелло розташоване на відстані близько 470 км на північний захід від Рима, 38 км на південний захід від Мілана, 23 км на захід від Павії.
Населення — 3848 осіб (2014).

## Демографія
Населення за роками:

Станом на 1 січня 2023 року в муніципалітеті офіційно проживало 288 іноземців з 32 країн, серед них 80 громадян країн Євросоюзу та 18 громадян України.

## Сусідні муніципалітети
- Аланья
- Борго-Сан-Сіро
- Черньяго
- Гамболо
- Гарласко
- Мортара
- Оттоб'яно
- Сан-Джорджо-ді-Ломелліна
- Валеджо